# Justice (parti politique du Haut-Karabagh)
Pour les articles homonymes, voir Justice (homonymie).
Justice (en arménien : Արդարություն, officiellement le Parti de la justice du Haut-Karabagh) est un parti politique de la République du Haut-Karabagh. Il a été fondé le 7 septembre 2018. Marsel Petrosyan, Mikael Soghomonyan, Hakob Hakobyan et Norayr Musaelyan sont les fondateurs du parti,.

## Scores électoraux
| Élection | Votes | %    | Des places | Gouvernement |
| -------- | ----- | ---- | ---------- | ------------ |
| 2020     | 5 865 | 7,99 | 3 / 33     | Opposition   |

## Alliances
En avril 2021, le parti a signé une coalition avec le parti Union des droits constitutionnels.